# Pieter Both
Pieter Both   (Amersfoort, 1568 - illa Maurici, 6 de març de 1615) va ser el primer Governador General de les Índies Orientals Holandeses.
No se sap molt dels seus primers anys. El 1599 ja era almirall a la Companyia de Brabant. Aquell mateix any va viatjar a les Índies Orientals amb quatre vaixells. Quan la recentment fundada Companyia Holandesa de les Índies Orientals va crear un govern per a les Índies Orientals Holandeses Pieter Both va ser escollit el Governador General. Va ocupar aquest càrrec des del 19 de desembre de 1610 fins al 6 de novembre de 1614. Durant aquest període va establir contractes amb els Moluques, va conquerir Timor, va fundar la ciutat de Batàvia i va expulsar els espanyols de Tidore.
Després de renunciar a la seva posició de governador general en favor de Gerard Reynst va marxar als Països Baixos amb quatre vaixells. Dos dels vaixells van naufragar a les illes Maurici i Pieter Both hi va morir ofegat.
La segona muntanya més alta de Maurici rep el seu nom.